# United States Hydrographic Office
Das United States Hydrographic Office war eine Einrichtung der Bundesregierung der Vereinigten Staaten von Amerika, die nautische Karten und Bücher erstellte und herausgab.
Das Hydrographic Office wurde durch einen Gesetzesakt am 21. Juni 1866 geschaffen und war zunächst Teil des Bureau of Navigation der US-Marine. 1949 wurde es im Zuge einer Neuorganisation Teil des Verteidigungsministeriums. Im Juli 1962 wurde die Einrichtung geschlossen, Nachfolger wurde das Naval Oceanographic Office (NAVOCEANO).